# Nolte Küchen
Die Nolte Küchen GmbH & Co. KG ist ein Einbauküchenmöbelhersteller mit Hauptsitz in der ostwestfälischen Stadt Löhne; sie ist Teil der Nolte-Group mit Sitz im pfälzischen Germersheim. Gemessen am Umsatz ist Nolte Küchen mit einem Umsatz von 485 Millionen Euro einer der großen Küchenhersteller in Deutschland. Zur Firma Nolte Küchen gehört außerdem die Firma Express Küchen, die mit rund 110.000 Küchen jährlich und einem Umsatz von 130 Millionen Euro das günstige und untere Mittelklassesegment abdecken soll. Nolte Küchen produziert ausschließlich in Deutschland an den Standorten Löhne und Melle auf insgesamt 100.000 m². Die Exportquote lag 2019 bei 36 % und geliefert wird stand 2019 in 60 Länder. Seit Juni 2020 werden neben Küchen auch Bäder als selbständiges Unternehmen unter dem Namen Nolte SPA hergestellt und vertrieben.

## Geschichte
Ab 1923 ließ der Firmengründer Georg Nolte im westfälischen Rheda Polierscheiben herstellen. In den 1930er Jahren stieg das Unternehmen dann in die Möbelherstellung ein. Auf die Übernahme einer kleinen Möbelfabrik in Delbrück (1932) folgte 1937 die Gründung eines zweiten Werkes in Brilon. Georg Noltes Sohn Konrad trat 1945 an die Spitze des Unternehmens in Rheda. 1947 wurde die nolte Gruppe gezielt ausgebaut. Konrad Nolte ließ als erster Möbelproduzent Fließbandfertigung einführen. 1958 gründete er Nolte Küchen. Das Unternehmen zählte anfangs rund 60 Mitarbeiter. Heute zählt das Unternehmen in Löhne rund 1400 Mitarbeiter.
Nolte besitzt Produktionsstätten in Löhne und Melle. Das Logistikzentrum befindet sich ebenfalls in Melle.

## Werbung
Nolte Küchen ist Sponsor der Initiative „Küchen für Deutschlands Schulen“. Ziel des Projektes ist es, das Thema „Gesunde Ernährung und Kochen“ nachhaltig in spannender und unterhaltsamer Weise im Schulalltag von Kindern und Jugendlichen zu verankern.
Noltes Küchengirl hieß das Pferd, mit dem Reiter Marcus Ehning seit 2005 bei internationalen Wettkämpfen antrat. Die Stute wurde 1997 bei der Züchterin Eva-Maria Schmid in Utting als Lord-Z-Tochter unter dem Namen Lord’s Classic geboren. 2004 kam sie in den Stall Ehning, gewann mit Johannes Ehning 2005 den Großen Preis von Hamburg und Warstein. Seit 2014 war das Pferd nicht mehr im Reitsport aktiv, 2023 verstarb es.